# 생방송 오늘 (라디오 프로그램)
생방송 오늘은 KBS 1라디오에서 방송했던 라디오 시사 프로그램이다.

## 역사
1992년 10월 5일에 첫방송을 시작했으며, 원래는 2시간 방송이었으나, 2005년 5월 2일부터 1시간 방송으로 단축되었고, 이후 2013년 4월 5일에 잠정적으로 폐지되어 2013년 4월 8일부터 2014년 4월 4일까지 《생방송 글로벌 대한민국》, 2014년 4월 7일부터 2014년 12월 31일까지 《정용실의 저녁길 매거진》이 방송되다가, 2015년 1월 1일에 "생방송 오늘"이 다시 부활했으나, 2016년 5월 6일 방송을 마지막으로 "생방송 오늘"은 완전히 24년만에 폐지되었다.

## 역대 방송시간
| 방송 채널   | 방송 기간                         | 방송 시간                       |
| ----------- | --------------------------------- | ------------------------------- |
| KBS 1라디오 | 1992년 10월 5일 ~ 2003년 7월 12일 | 월~토요일 저녁 6:05 ~ 저녁 7:58 |
| KBS 1라디오 | 2003년 7월 14일 ~ 2005년 4월 30일 | 월~토요일 오후 5:10 ~ 저녁 6:58 |
| KBS 1라디오 | 2005년 5월 2일 ~ 2013년 4월 6일   | 월~토요일 저녁 6:10 ~ 저녁 6:58 |
| KBS 1라디오 | 2015년 1월 1일 ~ 2016년 5월 7일   | 월~토요일 저녁 6:10 ~ 저녁 6:58 |

## 역대 진행자

### 1기
- 1992년 10월 5일 ~ 1995년 9월 30일 : 유운상 PD, 정미홍 前 아나운서
- 1995년 10월 2일 ~ 1996년 3월 30일 : 박용훈
- 1996년 4월 1일 ~ 1997년 11월 1일 : 전여옥
- 1997년 11월 3일 ~ 2003년 7월 12일 : 윤은기
- 2003년 7월 14일 ~ 2004년 4월 24일 : 김영수 교수
- 2004년 4월 26일 ~ 2005년 4월 30일 : 황형선 PD
- 2005년 5월 2일 ~ 2007년 4월 14일 : 박천기 PD
- 2007년 4월 16일 ~ 2008년 11월 15일 : 서기철 前 아나운서
- 2008년 11월 17일 ~ 2010년 4월 17일 : 김성수 前 아나운서
- 2010년 4월 19일 ~ 2011년 11월 5일 : 김원장 前 기자
- 2011년 11월 7일 ~ 2013년 4월 6일 : 유애리 前 아나운서

### 2기
- 2015년 1월 1일 ~ 2015년 6월 13일 : 정용실 아나운서
- 2015년 6월 15일 ~ 2016년 5월 7일 : 이상호 아나운서

## 지역 프로그램
| 프로그램                              | 지역                                 | 방송국                             | 진행자             |
| ------------------------------------- | ------------------------------------ | ---------------------------------- | ------------------ |
| 생방송 대전입니다                     | 대전광역시, 세종특별자치시, 충청남도 | KBS대전                            | 전유미             |
| 부산은 지금 (월~목요일)               | 부산광역시                           | KBS부산                            | 이지현             |
| 동남권 백년포럼 KBS 열린토론 (금요일) | 부산광역시, 울산광역시, 경상남도     | KBS부산, KBS울산, KBS창원, KBS진주 | 윤태환 동의대 교수 |

※ 원래는 전국방송이었으나, 2011년 11월 7일부터 일부지역 자체방송으로 바뀌었다.